# Carl Rau von und zu Holzhausen
Carl Eugen Friedrich Siegmund Rau von und zu Holzhausen (* 14. Dezember 1804 in Nordeck im Landkreis Gießen; † 17. Juli 1862 in Birstein) war ein deutscher Jurist und Mitglied der kurhessischen Ständeversammlung.

## Leben
Carl von Rau zu Holzhausen entstammte dem althessischen Rittergeschlecht Rau von Holzhausen, das über 500 Jahre im Besitz des Schlosses Rauischholzhausen war und mit dessen Verkauf im Jahre 1873 die Geschichte der Familie endete. Er wurde als Sohn des Majors Eugen Friedrich Rau von und zu Holzhausen (1764–1828) und dessen Ehefrau Maria Anna Wagner (1789–1811) geboren.
Er war kurhessischer Landgerichtsassessor. in Kassel, 1840 Justizbeamter (Justizamtmann) in Hofgeismar Später war er in gleicher Funktion beim Justizbeamter in Birstein.
In den Jahren 1838 und 1839 (6./7. Landtag) hatte er ein Mandat für die Kurhessische Ständeversammlung, gewählt als Vertreter der Ritterschaft des Lahnstroms.
Das Parlament wurde nach den Unruhen im Jahre 1830 zum Zweck der Beratung und Verabschiedung einer Verfassung gebildet und hatte bis 1866 Bestand, als das Land Hessen durch Preußen annektiert wurde.

## Familie
Am 30. August 1835 heiratete er Caroline Charlotte von Kutzleben (1814–1891). Aus der Ehe sind die Kinder Victor (* 1837, Major), Anna Charlotte (* 1841) und Günther (1843–1883, Hauptmann) hervorgegangen. Die Ehe wurde 1852 geschieden. In zweiter Ehe war er mit Auguste Johanne Jost (1836–1887) verheiratet. Aus der Ehe stammt die Tochter Klotilde (* 1855).